# Nomialyra goulandriorum
Nomialyra goulandriorum är en fjärilsart som beskrevs av Lancelot A. Gozmany 1982. Nomialyra goulandriorum ingår i släktet Nomialyra och familjen Symmocidae. Inga underarter finns listade i Catalogue of Life.